# Natação no Campeonato Mundial de Esportes Aquáticos de 2024 - 50 m borboleta feminino

A prova dos 50 metros borboleta feminino da natação no Campeonato Mundial de Esportes Aquáticos de 2024 foi realizada nos dias 16 e 17 de fevereiro de 2024 em Doha, no Catar.

## Formato da competição
A competição consiste em três rodadas: eliminatórias, semifinais e final. As nadadoras com os 16 melhores tempos nas baterias preliminares avançam as semifinais. Já as nadadoras com os 8 melhores tempos nas semifinais avançam a final. Desempates (swim-offs) são utilizados conforme necessário para quebrar os empates de avanço a próxima rodada.

## Cronograma
Todos os horários estão na hora local (UTC+3).
| Data            | Hora  | Evento        |
| --------------- | ----- | ------------- |
| 16 de fevereiro | 10:33 | Eliminatórias |
| 16 de fevereiro | 20:17 | Semifinais    |
| 17 de fevereiro | 19:02 | Final         |

## Recordes
Antes desta competição, os recordes mundiais e do campeonato nesta prova eram os seguintes:
| Tipo                  | Atleta         | Tempo  | Local     | Data                |
| --------------------- | -------------- | ------ | --------- | ------------------- |
|                       | Sarah Sjöström | 24s 43 | Borås     | 5 de julho de 2014  |
| Recorde do campeonato | Sarah Sjöström | 24s 60 | Budapeste | 29 de julho de 2017 |

## Medalhistas
| Ouro                    | Prata                    | Bronze               |
| Sarah Sjöström · Suécia | Melanie Henique · França | Farida Osman · Egito |

## Resultados

### Eliminatórias
Esses foram os resultados das eliminatórias. A prova foi realizada no dia 16 de fevereiro com início às 10:33.
| Pos. | Bateria | Raia | Nadadora                    | Nacionalidade                 | Tempo | Notas            |
| ---- | ------- | ---- | --------------------------- | ----------------------------- | ----- | ---------------- |
| 1    | 7       | 4    | Sarah Sjöström              | Suécia                        | 24.88 | Q                |
| 2    | 6       | 4    | Melanie Henique             | França                        | 25.44 | Q                |
| 3    | 6       | 5    | Erin Gallagher              | África do Sul                 | 25.69 | Q                |
| 4    | 5       | 4    | Farida Osman                | Egito                         | 25.88 | Q                |
| 5    | 7       | 6    | Alexandria Perkins          | Austrália                     | 25.89 | Q                |
| 6    | 7       | 3    | Angelina Köhler             | Alemanha                      | 25.92 | Q                |
| 7    | 5       | 7    | Kim Busch                   | Países Baixos                 | 25.93 | Q                |
| 8    | 6       | 6    | Louise Hansson              | Suécia                        | 25.98 | Q                |
| 9    | 6       | 2    | Brianna Throssell           | Austrália                     | 26.04 | Q                |
| 10   | 5       | 2    | Yu Yiting                   | China                         | 26.06 | Q                |
| 11   | 6       | 3    | Neža Klančar                | Eslovênia                     | 26.07 | Q                |
| 12   | 7       | 5    | Maaike de Waard             | Países Baixos                 | 26.13 | Q                |
| 13   | 5       | 3    | Anna Ntountounaki           | Grécia                        | 26.26 | Q                |
| 14   | 4       | 6    | Anastasiya Kuliashova       | Atletas Independentes Neutros | 26.32 | Q                |
| 15   | 7       | 7    | Sofia Spodarenko            | Cazaquistão                   | 26.38 | Q                |
| 16   | 6       | 7    | Paulina Peda                | Polónia                       | 26.44 | Q                |
| 17   | 5       | 6    | Roos Vanotterdijk           | Bélgica                       | 26.47 |                  |
| 17   | 7       | 2    | Katerine Savard             | Canadá                        | 26.47 |                  |
| 19   | 4       | 5    | Lismar Lyon                 | Venezuela                     | 26.57 |                  |
| 20   | 6       | 1    | Julia Maik                  | Polónia                       | 26.75 |                  |
| 21   | 6       | 8    | Quah Ting Wen               | Singapura                     | 26.78 |                  |
| 22   | 6       | 0    | Jenjira Srisaard            | Tailândia                     | 26.84 |                  |
| 22   | 7       | 1    | Sonia Laquintana            | Itália                        | 26.84 |                  |
| 24   | 5       | 8    | Chiharu Iitsuka             | Japão                         | 26.85 |                  |
| 25   | 4       | 2    | Emma Harvey                 | Bermudas                      | 26.88 | Recorde nacional |
| 26   | 7       | 9    | Huang Mei-chien             | Taipé Chinesa                 | 27.07 |                  |
| 27   | 7       | 8    | Tam Hoi Lam                 | Hong Kong                     | 27.09 |                  |
| 28   | 7       | 0    | Tayde Sansores              | México                        | 27.18 |                  |
| 29   | 5       | 9    | Sirena Rowe                 | Colômbia                      | 27.29 |                  |
| 30   | 4       | 3    | Jasmine Alkhaldi            | Filipinas                     | 27.32 |                  |
| 31   | 4       | 1    | Amel Melih                  | Argélia                       | 27.34 |                  |
| 32   | 5       | 0    | Jessica Calderbank          | Jamaica                       | 27.47 |                  |
| 33   | 4       | 4    | Marina Spadoni              | El Salvador                   | 27.64 |                  |
| 34   | 4       | 7    | Gabriela Ņikitina           | Letônia                       | 27.87 |                  |
| 35   | 4       | 8    | Luana Alonso                | Paraguai                      | 28.06 |                  |
| 36   | 4       | 0    | Jóhanna Elin Guðmundsdóttir | Islândia                      | 28.19 |                  |
| 37   | 4       | 9    | Imara Thorpe                | Quênia                        | 28.34 |                  |
| 38   | 3       | 5    | Adaku Nwandu                | Nigéria                       | 28.87 |                  |
| 39   | 3       | 6    | Cheang Weng Chi             | Macau                         | 29.03 |                  |
| 40   | 3       | 3    | Victoria Russell            | Bahamas                       | 29.16 |                  |
| 41   | 3       | 4    | Cherelle Thompson           | Trinidad e Tobago             | 29.58 |                  |
| 42   | 1       | 3    | Kirabo Namutebi             | Uganda                        | 29.62 |                  |
| 43   | 2       | 2    | Mia Laban                   | Ilhas Cook                    | 30.08 |                  |
| 44   | 3       | 2    | Naekeisha Louis             | Santa Lúcia                   | 30.44 |                  |
| 45   | 3       | 1    | Ekaterina Bordachyova       | Tajiquistão                   | 30.65 |                  |
| 46   | 2       | 1    | Denise Donelli              | Moçambique                    | 30.69 |                  |
| 47   | 3       | 7    | Mira Al-Shehhi              | Emirados Árabes Unidos        | 30.82 |                  |
| 48   | 3       | 8    | Taffi Illis                 | São Martinho Neerlandês       | 31.37 |                  |
| 49   | 2       | 8    | Rana Saadeldin              | Sudão                         | 32.03 |                  |
| 50   | 3       | 0    | Arleigha Hall               | Turcas e Caicos               | 32.94 |                  |
| 51   | 2       | 6    | Amylia Chali                | Tanzânia                      | 33.14 |                  |
| 52   | 2       | 5    | Galyah Mikel                | Palau                         | 35.60 |                  |
| 53   | 3       | 9    | Jessica Makwenda            | Malawi                        | 35.65 |                  |
| 54   | 1       | 4    | Grâce Nguelo'o              | Camarões                      | 35.96 |                  |
| 55   | 2       | 7    | Neema Nyirabyenda           | Ruanda                        | 36.27 |                  |
| 56   | 2       | 4    | Lina Selo                   | Etiópia                       | 36.34 |                  |
| 57   | 2       | 3    | Daknishael Sanon            | Haiti                         | 36.94 |                  |
| —    | 5       | 1    | Tamara Potocká              | Eslováquia                    | DSQ   | DSQ              |
| —    | 1       | 5    | Hearmela Melke              | Eritreia                      | DNS   | DNS              |
| —    | 2       | 0    | Yaba Kamara                 | Serra Leoa                    | DNS   | DNS              |
| —    | 5       | 5    | Claire Curzan               | Estados Unidos                | DNS   | DNS              |
| —    | 6       | 9    | Barbora Seemanová           | Chéquia                       | DNS   | DNS              |

### Semifinais
Esses foram os resultados das semifinais. A prova foi realizada no dia 16 de fevereiro com início às 20:17.
| Pos. | Bateria | Raia | Nadadora              | Nacionalidade                 | Tempo | Notas  |
| ---- | ------- | ---- | --------------------- | ----------------------------- | ----- | ------ |
| 1    | 2       | 4    | Sarah Sjöström        | Suécia                        | 25.08 | Q      |
| 2    | 1       | 4    | Melanie Henique       | França                        | 25.27 | Q      |
| 3    | 1       | 5    | Farida Osman          | Egito                         | 25.80 | Q      |
| 4    | 1       | 2    | Yu Yiting             | China                         | 25.81 | Q, RET |
| 4    | 2       | 3    | Alexandria Perkins    | Austrália                     | 25.81 | Q      |
| 6    | 2       | 5    | Erin Gallagher        | África do Sul                 | 25.86 | Q      |
| 7    | 2       | 2    | Brianna Throssell     | Austrália                     | 25.97 | Q      |
| 8    | 1       | 3    | Angelina Köhler       | Alemanha                      | 25.98 | DES    |
| 8    | 2       | 1    | Anna Ntountounaki     | Grécia                        | 25.98 | DES    |
| 10   | 1       | 6    | Louise Hansson        | Suécia                        | 26.01 |        |
| 11   | 1       | 7    | Maaike de Waard       | Países Baixos                 | 26.05 |        |
| 12   | 2       | 7    | Neža Klančar          | Eslovênia                     | 26.08 |        |
| 13   | 2       | 6    | Kim Busch             | Países Baixos                 | 26.25 |        |
| 14   | 1       | 8    | Paulina Peda          | Polónia                       | 26.44 |        |
| 15   | 2       | 8    | Sofia Spodarenko      | Cazaquistão                   | 26.46 |        |
| 16   | 1       | 1    | Anastasiya Kuliashova | Atletas Independentes Neutros | 26.57 |        |

Desempate
Uma prova extra foi realizada no dia 16 de fevereiro com início às 21:10.
| Pos. | Raia | Nadadora          | Nacionalidade | Tempo | Notas |
| ---- | ---- | ----------------- | ------------- | ----- | ----- |
| 1    | 4    | Angelina Köhler   | Alemanha      | 25.79 | Q     |
| 2    | 5    | Anna Ntountounaki | Grécia        | 25.97 | Q     |

### Final
A final foi realizada em 17 de fevereiro às 19:02.
| Pos.              | Raia | Nadadora           | Nacionalidade | Tempo | Notas |
| ----------------- | ---- | ------------------ | ------------- | ----- | ----- |
| Medalha de ouro   | 4    | Sarah Sjöström     | Suécia        | 24.63 |       |
| Medalha de prata  | 5    | Melanie Henique    | França        | 25.44 |       |
| Medalha de bronze | 3    | Farida Osman       | Egito         | 25.67 |       |
| 4                 | 7    | Erin Gallagher     | África do Sul | 25.69 |       |
| 5                 | 8    | Angelina Köhler    | Alemanha      | 25.71 |       |
| 6                 | 2    | Alexandria Perkins | Austrália     | 25.85 |       |
| 7                 | 6    | Anna Ntountounaki  | Grécia        | 25.89 |       |
| 8                 | 1    | Brianna Throssell  | Austrália     | 25.96 |       |

Legenda
| Recorde mundial       | Recorde mundial (World record)               |                       | Recorde africano                      | Recorde africano (African) |                                           | Q | Classificado por posição (Qualified) |
| Recorde do campeonato | Recorde do campeonato (Championship record)  | Recorde da América    | Recorde da América (Americas)         | q                          | Classificado por melhor tempo (Qualified) |   |                                      |
| Melhor marca do ano   | Melhor marca do ano (World leading)          | Recorde asiático      | Recorde asiático (Asian)              | DNS                        | Não largou (Did not start)                |   |                                      |
| Recorde nacional      | Recorde nacional (National record)           | Recorde europeu       | Recorde europeu (European)            | DNF                        | Não terminou (Did not finish)             |   |                                      |
| Recorde pessoal       | Recorde pessoal do atleta (Personal best)    | Recorde da Oceania    | Recorde da Oceania (Oceania)          | DSQ / DQ                   | Desclassificado (Disqualified)            |   |                                      |
| Recorde da temporada  | Recorde da temporada do atleta (Season best) | Recorde sul-americano | Recorde sul-americano (South America) | NM                         | Sem marca (No mark)                       |   |                                      |